# Bergantes
El río Bergantes es un río de la Comunidad Valenciana y Aragón que nace de la confluencia de otros tres, [el Caldés, el Cantavieja y el de Morella], en la localidad de Forcall, a los pies de la "Roca de Mig Dia" y de la ermita de la Consolación. Su cuenca incluye la única parte de la Comunidad Valenciana que pertenece a la cuenca del Ebro. Desagua en el río Guadalope.

## Geografía

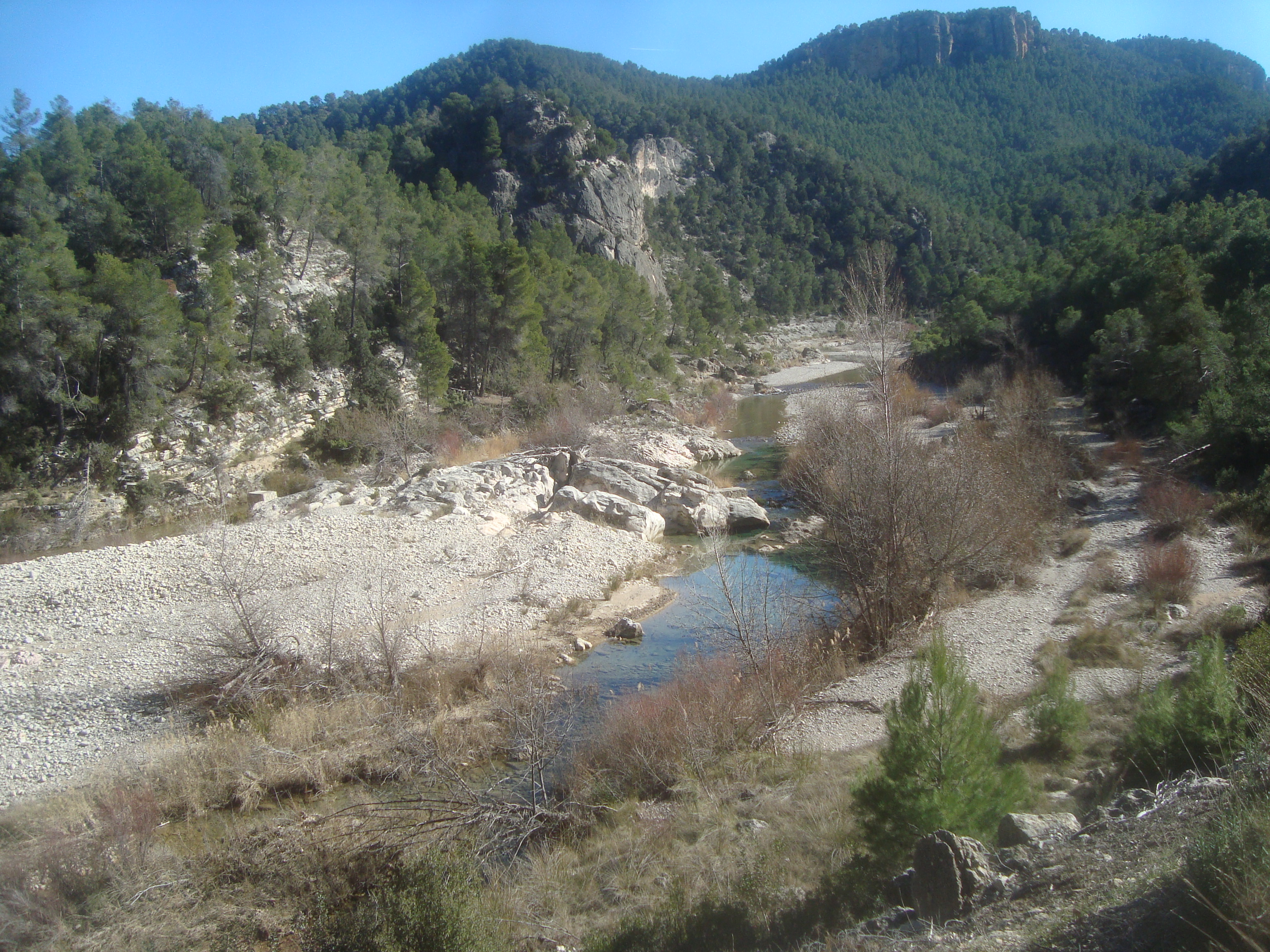
El cauce del río Bergantes fluye por la Comunidad Valenciana y por Aragón.

Aunque su curso no es muy largo (unos 60 km aproximadamente) y su cuenca es relativamente reducida, su caudal es abundante durante el invierno, principalmente debido a la mayor pluviosidad de la zona montañosa de las cabeceras, que se orienta hacia el norte, es decir, hacia las laderas de umbría, donde la evaporación de las aguas es mucho menor. Sería mucho más largo si considerásemos como el verdadero Bergantes al río Cantavieja y, sobre todo, el río Calders (ambos ríos procedentes de la provincia de Teruel), pero el nombre de los ríos (como nos lo muestran los casos del Miño o del Misisipi) no es una cuestión de longitud de los afluentes, sino de simple toponimia, como también lo afirma Cavanilles en su magnífica obra de 1795:

Tres de aquellos rios baxan por los rumbos de oriente, mediodía y poniente á unirse al norte de la villa (Forcall), y desde allí juntos en un solo cauce continúan la via del norte hasta salir del reyno. El de poniente baxa de Aragon por los términos de Cantavieja y Mirambel, entra después en el reyno de Valencia por la Mata, y en el Forcall se junta con el rio Caldés, que desde la Iglesuela forma la rambla de Sellumbres. Baxa esta hácia el norte, recibe el riachuelo de Cinc-Torres, baña las inmediaciones de Forcall y forma un ángulo agudo con el río de Cantavieja. Dexan los rios entre sí bastante espacio para los edificios y hermosa plaza de la villa, como también para varias huertas y campos que adornan útilmente las cercanías. El tercer rio en fin es el Bergantes, que como he dicho viene de Morella, y aunque inferior á los otros en caudal, da nombre al conjunto de las aguas, que adelante forman un río respetable, que baña el reyno por espacio de quatro horas
(Antonio José Cavanilles)

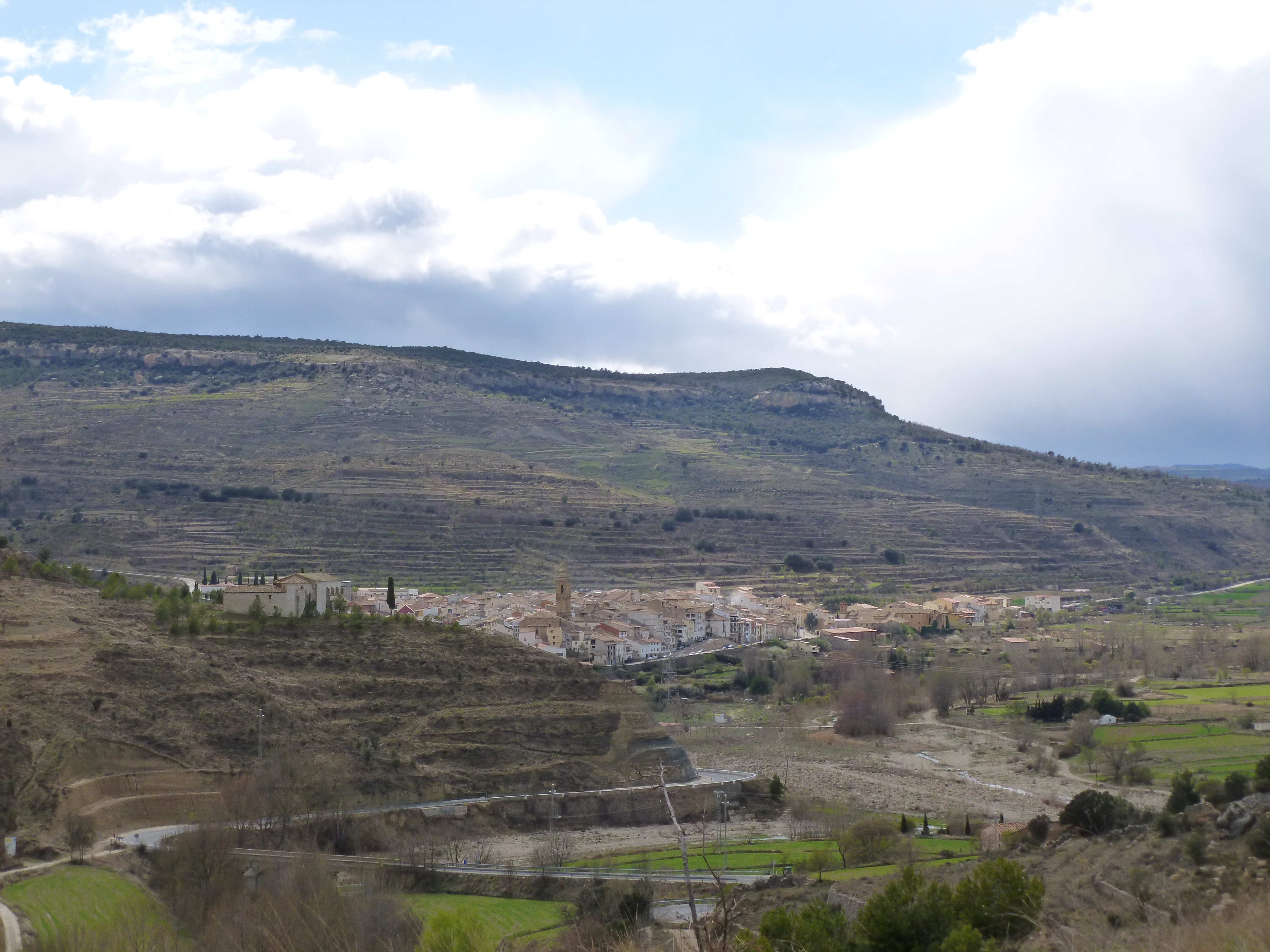
En Forcall se unen los ríos Bergantes, Cantavieja y Calders.

Así pues, estos tres ríos (Bergantes, Cantavieja y Calders), se unen cerca de Forcall cuyo nombre nos recuerda, precisamente, la horca tridente (forca en valenciano) formada por los tres valles. Otras poblaciones por donde pasa el Bergantes son, además de Forcall, Morella (un km al norte del río), Palanques, Aguaviva, La Ginebrosa y Zorita del Maestrazgo. Desemboca en el Guadalope justo antes del embalse de Calanda (Teruel).
NOTA: Hay que puntualizar que este texto de Cavanilles ha inducido a error a numerosos geógrafos, incluyendo a la Dirección General de Tráfico y al Servicio Geológico Nacional. No hay ningún documento histórico por el que podamos[¿quién?] afirmar que el río procedente de Morella y que une sus aguas al Caldés y al Cantavieja en la localidad de Forcall, pueda llamarse Bergantes, sino "Riu de Morella".
El Bergantes se forma precisamente por la confluencia de estos tres ríos: el Morella, el Caldés y el Cantavieja y nace por la unión de las aguas de todos ellos a los pies de la ermita de la Consolación, Patrona de Forcall.[cita requerida]

## Ecología

La cuenca hidrográfica del Bergantes y los núcleos y municipios que abraza.

Este río, a pesar de lo irregular de su caudal, mantiene una fauna y flora muy interesante, aunque es verdad que las últimas crecidas afectaron mucho a su fauna autóctona (truchas, cangrejos, nutrias, etc.).
Cosme Morillo en su obra Guía y mapa de la Naturaleza de España se refiere al Bergantes en los siguientes términos:

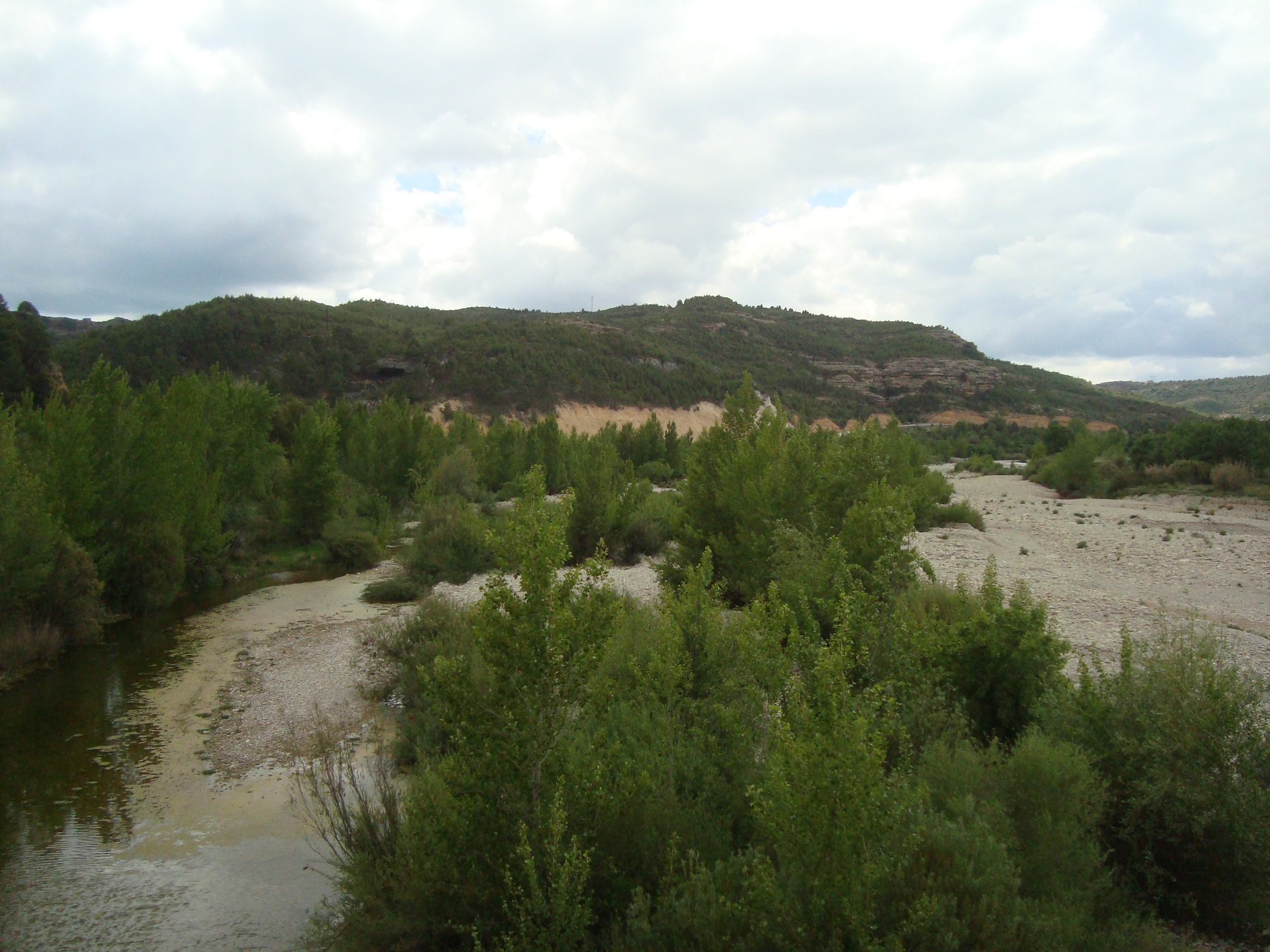
Riberas del río Bergantes a su paso por Palanques (Castellón)

Los ríos que bajan del Maestrazgo al Ebro se encuentran en general, en muy buen estado de conservación, al igual que la fauna que los puebla y que los sotos ribereños que los bordean. Un buen ejemplo es el Bergantes, afluente del Guadalope. Buena parte de su encanto se debe a su cambiante aspecto a lo largo del año, con el cauce henchido de agua tras la época de lluvias y, al final del estío, convertido en una sucesión de pozos (refugios para la fauna), separados por bancos de arena, de cantos rodados o de roca desnuda, o unidos tan solo por un hilo de agua
(Cosme Morillo)